# Diocese de Melaka-Johor
A Diocese de Melaka-Johor (Diœcesis Melakana-Giohorana) é uma diocese da Malásia, sufragânea da Arquidiocese de Kuala Lumpur. Ela foi criada em 1972 a partir da divisão da Arquidiocese de Malaca-Singapura. Em 1985, foi renomeada de Diocese de Malaca-Johor para Diocese de Melaka-Johor. Seu atual bispo é Anthony Bernard Paul e a sua sé diocesana é a Catedral do Sagrado Coração, em Johor.
Possui 55 paróquias sob seu controle.

## Administração
Desde a divisão da Diocese em 1972, apenas três bispos foram nomeados:
- James Chan Soon Cheong (1972 - 2001)
- Paul Tan Chee Ing (2003 - 2015)
- Anthony Bernard Paul (2015 - atualidade)